# Wonder Girl (Cassie Sandsmark)
Cassandra "Cassie" Sandsmark, alias Wonder Girl, es un personaje ficticio, una superheroína de DC Comics. Creado por John Byrne, y apareciendo por primera vez en Wonder Woman (vol. 2) #105 (enero de 1996), es una compañera de la superheroína popular Wonder Woman y también una destacada miembro del grupo de superhéroes Los Jóvenes Titanes.
Cuando Cassie se introdujo por primera vez en el cómic de 1996 Wonder Woman, ella era la hija de una arqueóloga que descubrió artefactos mágicos que le concedieron a Cassie superpoderes, con los que combatió el crimen como Wonder Girl. Más tarde, Zeus, rey de los dioses griegos, le otorga poderes reales. Las revelaciones posteriores mostraron que Cassie era de hecho una semidiosa y la hija de natural de Zeus y la Dra. Helena.
En 2011, DC relanzó sus libros con una nueva continuidad llamada The New 52, y uno de sus principales cambios de continuidad fue a Wonder Woman, estableciendo que ella es una semidiosa y la hija de Zeus. Cassie se vuelve a introducir en las páginas de Jóvenes Titanes como una ladrona superpoderosa con brazaletes encantados demoníacos, reclutada en el grupo de superhéroes los Jóvenes Titanes por Red Robin, el antiguo protegido del superhéroe Batman. Más tarde, una nueva historia de origen revela que ella es la hija de Helen, una arqueóloga, y (en la continuidad New 52) Lennox Sandsmark, un súper soldado británico y el hijo de Zeus, haciendo a Cassie la sobrina de Wonder Woman.

## Historia de publicación
Cassandra Sandsmark inicialmente aparece como un miembro de apoyo en Wonder Woman. Más tarde aparece como parte de un conjunto de Justicia Joven y Los Jóvenes Titanes. Ella apareció en papeles secundarios en 52, Supergirl, y el relanzamiento de la serie de 2006 Wonder Woman. En septiembre de 2007, ella apareció en la serie limitada de seis volúmenes Wonder Girl: Champion escrito por J. Torres e ilustrado por Sanford Greene y Nathan Massengill.

## Biografía del personaje ficticio
Cassandra es el tercer personaje que se llama Wonder Girl; el segundo siendo Donna Troy, siguiendo las historias anteriores de una joven Mujer Maravilla utilizando el nombre de Wonder Girl. Cassandra es la hija de la Dra. Helena Sandmark, (una arqueóloga con quien Wonder Woman estaba trabajando) y el dios griego Zeus. Durante una pelea con un clon de Doomsday y otra batalla con Decay, ella creó un traje y utiliza avíos mágicos (las sandalias de Hermes y el guantelete de Atlas) para ayudar a Wonder Woman, para el horror de su madre. Cassandra más tarde tuvo la oportunidad de pedirle a Zeus una bendición, y le pidió superpoderes reales. Zeus le concedió su petición, pero le dio a la Dra. Sandsmark la posibilidad de desactivarlos con el simple toque de su mano sobre Cassie. La Dra. Sandsmark, sin embargo, aceptó a regañadientes el deseo de su hija de ser una superheroína y rara vez utiliza esta habilidad.

### Justicia Joven
Cassie idolatraba fuertemente a Donna Troy, la Wonder Girl original, y para ese efecto llevaba una peluca negra sobre su cabello rubio natural (también ayudó a ocultar su identidad). Donna le dio a Cassie el segundo traje que llevaba como Wonder Girl, pero Cassie tuvo miedo de usarlo para que no se arruinara. Ella ha sido entrenada por Artemis, la antigua Wonder Woman "suplente". Como Wonder Girl, Cassie se unió a Justicia Joven debido a su amor por Superboy. Ella se convirtió en amiga cercano de Arrowette, Secreto, y Emperatriz. Durante su tiempo con ese grupo el dios oscuro Olvido causó que el palacio Cúpula Maravilla de Wonder Woman destruyera Gateway City. Artemis le ordenó ayudar a Cassie con el control de masas en lugar de perder el tiempo poniéndose su disfraz de Wonder Girl. Estando de acuerdo con ella, Cassie reveló su identidad secreta ante las cámaras de noticias por primera vez en su carrera de superheroína. Hacia el final de la serie Justicia Joven, Cassie se convirtió en la líder del equipo, después de vencer a Robin durante una elección para el mando. Su identidad secreta fue nuevamente revelada públicamente cuando el segundo Silver Swan la atacó en su escuela secundaria.[cita requerida]
Justicia Joven se disolvió después de los sucesos de Graduation Day, un crossover con Titans. Durante estos eventos, Optitron ofreció financiar tanto a los Titanes como a Justicia Joven. Donna Troy fue asesinado por un andoide rebelde de Superman, dejando a Cassie sacudida y causando que ambos equipos se disuelvan.

### Jóvenes Titanes
Cassie más tarde se unió a algunos exmiembros de Justicia Joven en la más reciente encarnación de los Jóvenes Titanes. Al principio, ella fue dotada con un lazo por Ares, el dios griego de la guerra y enemigo frecuente de Wonder Woman y las amazonas. A pesar de parecer similar al lazo de Wonder Woman, Cassie expulsa el rayo de Zeus cuando se usa en cólera. En el transcurso de la serie, Ares a menudo se aparecía ante Wonder Girl para advertirle acerca de "la guerra venidera." Durante su tiempo con los Titanes, Cassie también desarrolló una relación con Superboy, a quien ella había albergado sentimientos antes y durante Justicia Joven.
En "Titans Tomorrow," los Titanes son arrojados diez años hacia el futuro, donde se encontraron con futuras versiones de sí mismos. En este futuro, Cassie heredó el manto de Wonder Woman después que Diana murió durante "la Crisis". También se le conoce como "campeona de Ares", y está en una relación con Conner Kent (Superboy). No se reveló si están casados o simplemente salen.
Fue también durante su pertenencia en los Titanes que fue revelada como la hija de Zeus, un hecho que tanto Zeus como su madre le ocultaron durante la mayor parte de su vida. Le dijo originalmente su madre que su padre biológico había muerto. Wonder Woman sabía del enlace de Cassie con Zeus, pero optó por ocultar esto ya que Cassie así como la petición de la madre de Cassie. En "The Insiders", fue golpeada por Superboy como resultado de su posesión por Lex Luthor; aunque se recuperó, Superboy se recluyó en la granja de los Kent en Smallville, y no había parecido ser una tensión en su relación hasta los eventos de Infinite Crisis.

### Infinite Crisis
Durante una batalla contra el Hermano Sangre y un puñado de Titanes zombis, reconoció que sus poderes eran fluctuantes y a veces desaparecían por completo. A pesar de esto, Cassie intentó ayudar a Superboy después de que fue golpeado casi hasta la muerte por Superboy Prime Después de salvarlo, Wonder Girl y los Titanes se infiltraron en un laboratorio de LexCorp para encontrar una manera de curar a Superboy. Mientras que los otros Titanes volaron a Blüdhaven tras un ataque de la Sociedad, Cassie se mantuvo en la Torre de los Titanes para vigilar a Superboy. Cuando despertó, los dos volvieron a conectar y recordaron su pasado en Justicia Joven, que parecía mucho más feliz y más fácil. Conner entonces llevó a Cassie a Smallville, y, temiendo que sería su última noche juntos, consuman su amor.
Ares aparece de nuevo ante ella y le informó que la razón detrás de su poder debilitándose era Zeus recuperando los poderes que le había concedido cuando salió del plano mortal. Ares le ofreció a Cassie parte de su poder a cambio de convertirse en su campeona y lo reconoce como su hermano. Ella se une a Superboy y Nightwing en el norte, con poderes devueltos, para ayudar en el asalto a la torre de Lex Luthor. Superboy sacrificó su vida para derrotar a Superboy Prime y destruir la torre, y murió.

### El culto de Conner
Directamente después de la Crisis Infinita, los Jóvenes Titanes se desmoronan. Cassie, sintiéndose abandonada por sus mejores amigos, deja a los Titanes durante el año en el que 52 se realiza, tras la partida de Robin. Cassie se involucra en un culto fuertemente influenciado por la cultura kriptoniana. Ella levanta un altar en la Torre de los Titanes con cristales kryptonianos y una figura de oro con la insignia de Superman, que significa "esperanza" en kryptoniano. Pronto, Ralph Dibny se acerca a ella porque alguien desfiguró la tumba de su esposa Sue con un escudo "S" invertido, que en kryptoniano significa "resurrección".
Unos cinco días después, Cassie y sus compañeros miembros del culto se reúnen con Ralph. Cassie menciona que se trataba de otro miembro, Dev-Em, que la llevó a unirse. Cassie explica que el objetivo del culto es resucitar a Superboy. Como prueba de su proceso, pretenden resucitar a Sue Dibny. Cassie y Ralph asisten a una ceremonia diseñada para resucitar a Sue, pero Ralph empieza a sospechar y con la ayuda de otros superhéroes, interrumpe la ceremonia, destruyendo la kryptonita que era esencial para el proceso. Cassie se va con Dev-Em, culpando a Ralph por destruir sus posibilidades de resucitar a Superboy. Después de detener a Mago del Clima en Metrópolis, Cassie se reúne con Supernova y se refiere a él incorrectamente como Kon-El, que en realidad resulta ser Booster Gold disfrazado.

### One Year Later
Durante "One Year Later", Wonder Girl es vista tratando de detener a Géminis de la Hermandad del mal de escapar de Laboratorios S.T.A.R. con tecnología valiosa, revelando que ella había estado siguiendo a la Hermandad durante algún tiempo. Ella también tiene un nuevo traje influenciado por el del último Superboy. Ella ahora lleva una camiseta tematizada por Wonder Woman de la Edad de Oro y jeans de mezclilla.
Ella se reincorpora temporalmente al equipo, bajo la sugerencia de Cyborg para que puedan combinar sus fuerzas para derrotar a la Hermandad del mal. Después de que los Jóvenes Titanes y Patrulla Condenada derroten a la Hermandad del Mal, decide regresar al equipo de forma permanente. Cuando ella le va a contar a Robin de su decisión, ella descubre sus secretos y los intentos fallidos para traer de vuelta a Superboy. Aunque obsesionada con tener Conner de vuelta, Cassie reacciona con horror y en un intento de calmar la ira de Robin en Cassie, los dos se besan. Durante un tiempo los dos se negaron a hablar sobre el incidente llegando al acuerdo de que era un error, pero ambos lo han discutido con los demás. Con su vida en desorden, Cassie ha estado teniendo dificultades con su vida personal, a menudo con grandes enfrentamientos con su madre. Cassie ha ganado una nueva amistad con la recientemente regresada Supergirl, Kara Zor-El, que ha compartido con ella el duelo por la pérdida de Superboy y la Isla Paraíso.
Cassie también estaba todavía muy furiosa con Wonder Woman tras los eventos de Crisis infinita, debido a su creencia de que Wonder Woman la abandonó tras la muerte de Conner para jugar a la agente secreta en una nueva identidad civil que Batman creada para ella después de la Crisis Infinita. Ella tampoco estaba satisfecha de que Robin estuviera al tanto del paradero de Diana durante el año después de la Crisis Infinita y no le informó al respecto. Diana y Cassie no han sido capaces de discutir sus diferencias del pasado, lo que lleva a Cassie a volverse contra Supergirl y la ahora resucitada Donna Troy en lugar del apoyo emocional lidiando con la muerte de Conner.
Después de la resurrección de Jericho a manos de Raven, Wonder Girl y Robin solicitan que Raven utilice la misma ceremonia para resucitar a Superboy. Raven explica con calma que no es posible, porque la resurrección de Jericho era un caso especial: el alma de Jericho estaba todavía en la Tierra, encarcelada en el interior de un disco de computadora, mientras que Conner ha pasado a la otra vida. En medio de esta conversación con Robin y Raven, Wonder Girl es capturado por el villano de Deathstroke, los Titanes del Este tras un ataque de Inertia y Rival. Cada miembro de los Titanes del Este ha sido contratados para negar un Titán específico. Deathstroke seleccionó a Rival, un clon de tipo Bizarro de Superboy, para contrarrestar a Wonder Girl, debido a que su fuerza y su rostro deformado son una ventaja psicológica en contra de ella.
Los Titanes luchan furiosamente contra los Titanes Este, durante lo cual son capaces de convencer a Batgirl y Duela Dent de cambiar de bando. Por desgracia, el equipo es derrotado por el equipo de Slade por segunda vez. Sin embargo, Raven, Cyborg, y Duela Dent logran obtener ayuda de Nightwing, Donna Troy, Chico Bestia, y Flash (Bart Allen). Junto a los Titanes derrotan a Slade, quien junto con Inertia, logra escapar. Durante la lucha Jericho posee a Rival, y el equipo se niega a liberar a Rival debido a su peligrosidad.
En la serie limitada Countdown, Cassie asite al funeral de Bart Allen y durante un elogio caliente y controvertido, ella jura vengarse por la muerte de Bart.
Cassie entonces se involucra en el ataque de las amazonas en Washington D. C. Supergirl y Wonder Girl descubren que sus amigos y familiares fueron colocados en un campo de internamiento debido a sus vínculos con las amazonas. Después de un intento fallido para ayudarlos, las dos heroínas acceden en traer al presidente de Estados Unidos a la Reina Hipólita con el fin de parar la guerra. Ellos son emboscados por un grupo de amazonas en el proceso, lo que hace que el presidente quede mortalmente herido. Las acciones de la propia participación de las amazonas y Wonder Girl causan indignación pública contra todos aquellos que han seguido los pasos de Wonder Woman. En última instancia Cassie declara que a pesar de su formación y su pasado, no es una amazona, prefiriendo sus lazos a los Jóvenes Titanes sobre el de las amazonas. Aceptando su decisión, Artemis le desea lo mejor y le deja a Cassie sus dispositivos. Wonder Girl celebra al compartir otro beso con Robin delante de sus compañeros.
En los meses siguiendo al beso, Cassie y Tim siguen pasando por sus momentos de idas y vueltas en que ambos siguen cuestionando la validez de su relación. Entonces después de una batalla contra un ejército de Titanes del futuro, la pareja decidió salir por fin. Por desgracia, su relación es de corta duración, ya que después de su primera cita oficial Cassie termina la relación, porque siente que está utilizando a Tim. Esto ha resultado en una animosidad creciente entre la pareja, que ha comenzado a sangrar en sus relaciones con los demás Titanes.

#### Wonder Girl
Wonder Girl apareció recientemente en una miniserie homónima de seis números escrita por J. Torres y con el arte y cubiertas de Sanford Greene y Nathan Massengill. En esta serie, Wonder Girl intenta compensar los errores cometidos por las amazonas por su cuenta. Cassie adopta una identidad secreta, tomando el nombre de "Drusilla" (el mismo nombre utilizado por Wonder Girl en serie de televisión Wonder Woman de los años 70). Sin embargo, en su intento por detener a un grupo de bestias místicas que quedaron del ataque de las amazonas, ella se encuentra enfrentada por su medio hermano Hércules, quien afirma que quiere ayudarla a convertirse en una verdadera campeona de los dioses y de reconstruir el Olimpo. Cassie se niega a confiar en él. Hércules persiste y persigue a Cassie, tomando la forma de Superboy con el fin de llamar su atención.
Juntos, Hércules y Cassie tratan de descubrir quién está atacando a los dioses olímpicos restantes. Pronto en su busca son atacados por las Furias Femeninas. Hércules detiene la pelea, explicando que se ha aliado con las Furias con la esperanza de rescatar a los dioses, o, en su defecto, empezar un nuevo panteón con ellos. Las Furias tienen sus propios planes y solo están utilizando a Hércules para llegar a Wonder Girl. Las Furias pronto traicionan a Hércules, con Bloody Mary usando su mordedura para ganar poder sobre Hércules, obligándolo a hacer lo que quieren las Furias. Las Furias luego secuestran a la madre de Cassie para atraerla a una trampa. Ayudada por los Olímpicos, Wonder Girl va a la batalla, siendo obligada a luchar contra su propio hermano. Los Jóvenes Titanes, Emperatriz, Arrowette y Wonder Woman aparecen para ayudar. Después de que Bloody Mary es asesinada por el asesino de los Nuevos Dioses, Hércules es liberado de su hechizo e inmediatamente salva a Wonder Girl de ser secuestrada por las Furias. Hércules queda libre después de que él revela que ahora es un semidiós y que Zeus lo liberó para ayudar a detener "el Gran Desastre". Hércules entonces deja de realizar ciertos "trabajos".
La serie termina con Cassie reconciliándose con Wonder Woman, quien le dice a Cassie que se ha convertido en su propia mujer.
Cassie después es atacada por su sobrino Lico, el hijo de Ares. Él intenta quitarle su título como avatar de Ares, junto con su poder. A pesar de que consiga robar los poderes de Cassie derivados de Ares, Cassie descubre que ella ya no necesita ser bendecida con poderes de los dioses ya que sacó su propio poder innato a la superficie. Cassie ahora posee un alto nivel de super-fuerza propia.
Robin finalmente toma la decisión de dejar a los Jóvenes Titanes por un período de tiempo indeterminado a raíz de Batman R.I.P, dejando a Cassie con la tarea de reunir y dirigir un nuevo equipo. Después de un intento fallido de hacer que Kid Devil reclute metahumanos adolescentes como Klarion, Caballero Brillante, y los miembros adolescentes de la Sociedad de la Justicia de América, Cassie finalmente gana tres nuevos Titanes en Static, Aquagirl, y Kid Eternity. La habilidad de Kid Eternity para convocar a los espíritus de los difuntos brevemente tienta a Cassie, quien considera que tiene que convocar el espíritu de Conner. Sin embargo, ella finalmente decide no hacerlo, diciéndole a Eternidad que nunca le conceda dicha solicitud, incluso si ella fuera a rogarle.
Algunos meses más tarde, entre la Crisis final y Blackest Night, Cassie se da cuenta del renacimiento de Conner por la mano de Brainiac 5. A pesar de encontrarse con él brevemente en su regreso, Cassie decide esperar, hasta que la propia Martha Kent, ahora refugia a Conner en su casa, invita a Cassie a cenar, esencialmente concediéndole a Cassie y Conner una cita. Al principio escéptica y temiendo terminar como Lana Lang, básicamente olvidada y reemplazada como Conner se mudó a Smallville y ganó un nuevo círculo de amigos, ella es tocada por Conner abriéndole su corazón a ella acerca de sus miedos y sueños para su vida futura, y así decide contarle a Conner acerca de sí misma y Tim Drake. Conner le perdona rápidamente, argumentando que incluso si Cassie aún lo ama, no podía haber sabido de su resurrección inminente en el período inmediatamente posterior a la Crisis Infinita, así que ella no tiene nada que culpar. Felizmente, Cassie acepta reavivar su relación.
Debido a las responsabilidades personales, ni Conner ni Bart vuelven a los Jóvenes Titanes, aunque Wonder Girl todavía sigue liderando. Sin embargo, tras el fallecimiento de Kid Devil, Cassie comienza a cuestionar su liderazgo y empieza a cometer errores. Durante una batalla masiva con Cinderblock en el centro de San Francisco, Wonder Girl se niega a dejar que su equipo ataque al villano directamente, causando la destrucción masiva de la zona. Los héroes continúan en su punto muerto infructuoso hasta que Chico Bestia llega y toma el mando del equipo, lo que lleva a la victoria. En la raíz de la batalla, Chico Bestia le dice a Cassie que ella tiene que dejar de pensar en la muerte de Devil o de lo contrario las más personas inocentes van a salir lastimadas, algo que ella no toma amablemente.
Pocos días después, Chico Bestia toma la decisión de volver a la Torre de los Titanes y reemplazar a Cassie como jefe del equipo, declarando que necesitan un líder más experimentado para volver a la pista. Aunque inicialmente Cassie no dice nada acerca de esto, en última instancia, se enoja y le dice a Chico Bestia que nadie le pidió ayuda, y que ella puede dirigir al equipo muy bien. Chico Bestia simplemente responde diciendo que los Jóvenes Titanes necesitan ayuda, y que todos, incluyendo a Cyborg, lo creen.

### Blackest Night
Durante los sucesos de Blackest Night, Cassie se une a Kid Flash y Chico Bestia como parte de un pequeño grupo de titanes del pasado y presente que se reúnen en la Torre de los Titanes. A falta de asistencia de Static, Miss Martian, Escarabajo Azul, Bombshell y Aquagirl (cada uno de los cuales, presumiblemente, defienden otras ciudades), el equipo apenas sobrevive al ataque.
Después de que Dawn Granger utiliza sus habilidades para destruir a los Linternas Negras, Cassie y los otros viajan a Ciudad Costera a fin de ayudar a Barry Allen y Hal Jordan en su batalla con Nekron, el líder del Cuerpo de Linterna Negra. Para el horror de los héroes reunidos, Nekron utiliza sus habilidades para transformar varios héroes una vez muertos en Linternas Negras, incluyendo Superboy, Kid Flash, Donna, y Wonder Woman. En la batalla, Cassie muere cuando Donna Troy le arranca violentamente su corazón. Sin embargo, se reveló entonces que toda la batalla fue una treta mental de Afrodita, y Cassie aparece viva. Cuando el Linterna Negra Conner ataca a Cassie, todo el tiempo tratando de liberarse del control del Anillo Negro, Conner logra romper el control en lapsos temporales y cortos, que él utiliza para alertar a Cassie sobre la solución a su problema del Anillo Negro. La batalla se traslada a la fortaleza, donde Cassie se da cuenta de a lo que Conner se estaba refiriendo cuando les dijo que se mude a la Fortaleza de la Soledad el cadáver de Conner, colocado donde espera su resurrección en Legión de Tres Mundos. El Anillo Negro, confundido, deja al Conner viviente y trata de unirse a su cadáver, pero Conner despierta su habilidad de aliento congelante, que congela el anillo, y Cassie lo lanza en órbita. Después de reconciliarse, el trío regresa a Coast City para la batalla final con el ejército de Nekron.

### Regreso de Conner
Después de esto, Cassie viaja a Nueva York para enfrentar a Cyborg sobre las declaraciones de Chico Bestia. Él le asegura que ella es capaz de dirigir a los Titanes, y ella vuelve al equipo y les admite que ella está abatida por Conner y Eddie. Ella entonces dirige el equipo a la ciudad de Dakota a fin de rescatar a Static, que había sido secuestrado por un gánster sobrehumano llamado Holocausto. Después de escuchar sobre una batalla entre Static y Holocausto en el centro de Dakota, Cassie llega a la escena con Bombshell y Aquagirl. Las tres heroínas son fácilmente derrotadas y capturadas por Holocausto, que entonces les informa que planea matarlas y militarizar sus poderes para venderlos. Chico Bestia y los otros Titanes llegan a la instalación para recuperar a sus camaradas, pero terminan por ser superados y derrotados. En el último segundo, Cyborg irrumpe en la instalación con Superboy y Kid Flash, que se prepara para rescatar a los otros Titanes. Cassie es pronto liberada, y ayuda a Superboy en repeler a Holocausto, mientras que los otros Titanes escapan. En la batalla final, Cassie utiliza su lazo para atar al villano, permitiéndole a Kid Flash acabar con él enviándole a caer en el núcleo interno de la Tierra (aunque gracias a su durabilidad sobrehumana, Static observa que el núcleo no lo mataría). En el viaje en avión de regreso a San Francisco, Conner comenta que Cassie parece estar ignorándolo, y ella simplemente responde diciéndole que tiene razón.
Cassie más tarde viaja a Gotham City junto a varios de sus compañeros Titanes después de que Ra's al Ghul comienza a localizar personas cercanas a Tim Drake. Ella intenta rescatar a Barbara Gordon de los miembros de la Liga de Asesinos, pero llega al descubrir que ya ha derrotado a los hombres que intentaron matarla.
Durante los sucesos de Brightest Day, Cassie se enfrenta a un titán resucitado recientemente por el nombre de Osiris cuando llega a la Torre de los Titanes, en busca de la ayuda de sus antiguos compañeros. Cassie intenta convencer a Osiris de entregarse a la policía por asesinar al Persuasor durante 52, pero él airadamente la empuja y huye antes de que Cassie pueda ponerse en contacto con las autoridades. Escarabajo Azul pregunta si los Titanes deben ir tras él, pero Cassie simplemente responde diciendo que Osiris regresará, y luego le pregunta retóricamente, "¿a dónde más puede ir?"
Después de una desastrosa misión a otra dimensión con el fin de rescatar a Raven, los Titanes son hechos pedazos. Miss Martian queda en estado de coma, Static pierde temporalmente sus poderes y Aquagirl y Bombshell desaparecen y son dados por muertos en el mar. A pesar de sus súplicas a Static de quedarse, Wonder Girl se va al final con una lista que consta solo de ella misma, Superboy, Kid Flash, Raven y Chico Bestia. Poco tiempo después de esto, los Titanes rescatan a Bombshell y Aquagirl, que son a la vez removidos del equipo por Wonder Girl. Cuando se le preguntó acerca de esta decisión (así como la elección posterior de invitar a la inestable Rose Wilson de nuevo en el equipo), Wonder Girl afirma que la muerte de Kid Devil la ha obligado a darse cuenta de que los héroes adolescentes inexpertos no tienen lugar en el equipo. Al mismo tiempo, ella le admite a Conner que está teniendo problemas para conciliar su conocimiento como líder por su temor a perderlo de nuevo.

### One-shot
En enero de 2011, Wonder Girl recibió un one-shot, que fue escrito por JT Krul, dibujado por Adriana Melo, y cubierto por Nicola Scott.,

### The New 52
Después del relanzamiento de 2011 de todas las publicaciones de DC Comics, un nuevo personaje Cassie Sandsmark se introdujo en la serie Jóvenes Titanes. Esta versión de Cassie, que no le gusta ser llamada "Wonder Girl", comenzó como una ladrona adolescente que robó un par de brazaletes encantados de un templo antes de conocer a Red Robin. Más tarde reveló ser la hija de Helen, una arqueóloga, y Lennox Sandsmark, un súper soldado británico, que abandonó a la familia, cuando Cassie tenía solo cuatro años de edad. Como Lennox es un hijo semidiós de Zeus y el medio hermano de Wonder Woman, Cassie, por primera vez, se relaciona con Wonder Woman.

## Poderes y habilidades
Cassandra originalmente recibió sus poderes de una serie de artefactos místicos empleados por Artemis durante su tiempo como Wonder Woman. Estos incluyen el guantelete de Atlas y las sandalias de Hermes, lo que le proporcionó los poderes de la fuerza y la velocidad/vuelo, respectivamente. Finalmente le concedieron habilidades similares por Zeus como "su mayor deseo." Desalentado por la arrogancia mostrada anteriormente en sus hijos (Ares y Heracles), Zeus también bendijo a la madre de Cassandra con la capacidad de quitar sus poderes durante un corto momento a través de un simple toque.
Poco después de unirse a los Jóvenes Titanes, Ares se le acercó y le dio a Cassandra su propia lazo mágico. A diferencia del Lazo de la Verdad de Wonder Woman, la de Cassandra es un arma que canaliza el rayo de Zeus cuando ella se enoja. Cuando los dioses griegos dejaron el plano mortal como resultado de los eventos de Infinite Crisis, tomando los poderes de Cassandra junto con ellos, Ares le ofreció algo de su poder, diciendo que ella sería "más poderosa de lo que había sido". Lo que esto implica no está hecho del todo claro, aunque ella parecía haber conservado todas sus antiguas habilidades. En una historia que tiene lugar en "One Year Later", Cassie aparece atrapando un jet que cae, de lo que se sorprendió de ser capaz de lograr. Sin embargo, al tratar de detener a los militares de arrestar a su madre, Ares hace que sus poderes fluctúen cuando él cree que ella los está desperdiciando en cuestiones frívolas.
Ares en el final no estaba contento con Cassandra como su campeona. Volvió a otro para tomar su lugar. Durante una batalla con el hijo de Ares, el Rey Lico, que también sacó poder de él, Cassie fue capaz de esparcir su conexión con el dios de la guerra, y aprovechar sus propios poderes como semidiós (como su hermano Heracles). Sus poderes reales aumentaron a un nivel aún mayor de fuerza que antes. Actualmente, después de haber aprovechado sus propios poderes de semi-diosa, Cassie es una potencia olímpica. Aunque no es tan poderosa como Wonder Woman o Donna Troy, Cassie sigue siendo una combatiente experta. Su lazo aparentemente ha cambiado también, lo que le permitió convertir a Lico en polvo con una simple orden.
Cassie fue entrenada por la amazona Artemisa y está muy bien entrenada en el uso de diversas armas y en varias artes marciales. Ella también es una líder muy capaz y estratega.
Después del reinicio de New 52, los poderes de Cassie han cambiado una vez más. Sus poderes ahora se derivan de la "Armadura Silenciosa" que ella lleva, que se forjó en el corazón de un sol y al parecer está relacionada con el demonio conocido como Trigon. La armadura es invisible a menos que ella la convoque o se encuentre en una situación de combate, pero ella siempre es capaz de usar sus poderes. La armadura suele aparecer como un traje brillante rojo, guantes de oro y, en ocasiones, una capucha. La armadura le otorga sus poderes similares a los de su contraparte pre-reinicio como fuerza sobrehumana (suficiente para que luche contra Superboy por un corto tiempo), durabilidad (aunque ella sigue siendo vulnerable a las armas penetrantes), reflejos sobrehumanos y el poder de volar a altas velocidades. La armadura también le otorga un lazo rojo brillante que parece similar a un alambre de púas. El lazo es de longitud infinita, es prácticamente indestructible y puede drenar la fuerza vital de aquellos envueltos en sus confines. La armadura de Cassie también parece tener mente propia y se ha apoderado de su mente y cuerpo en unas cuantas ocasiones. Más tarde se reveló que Cassie tiene herencia divina también, ya que su padre fue revelado que es el hermano mayor de Wonder Woman, Lennox.

## Otras versiones
Cassie tuvo un papel central en la edición # 54 del cómic Teen Titans Go!. Ella era el jefe del club de fanes de Wonder Woman de su escuela secundaria y había intentado varias veces conseguir que la superheroína visitase su escuela. Su obsesión le llevó a robar dos artefactos místicos que le concedieron sus superpoderes, después de lo cual irrumpió en un torneo deportivo en Isla Paraíso. Este evento fue creado por Donna Troy para ver cuál de las jóvenes heroínas del mundo podría ser capaz de reemplazarla como compañera de Wonder Woman. Cassie había previsto inicialmente derrotar a Donna uno a uno, pero terminó salvándola de una invasión del villano submarino Trident en su lugar. Al final de la edición, Donna le ofreció a Cassie la oportunidad de unirse al programa de formación mundial de los Titanes, una vez que su madre pasó a castigarla por robar los artefactos.
Ella hizo una breve aparición en la edición # 55, pegándole en seco a Cyborg en sus sueños.
Cassie también tiene un papel recurrente en el cómic Tiny Titans de Art Baltazar y Franco Aureliani. En la primera edición, ella es ridiculizada por su prima Donna Troy, Dick Grayson, Cyborg y Kid Flash por llevar una camisa y pantalones vaqueros en lugar de una falda de estrellas. Sin embargo, cuando vuelve, llevando una falda con estrellas y un casco, se encuentra con todos los chicos con camisetas y pantalones vaqueros. Su respuesta a esto es: "¿Qué? ¡Si yo lo hice primero!" 

## En otros medios

### Televisión
- En el episodio "Paraíso perdido" de la primera temporada de la serie animada Liga de la Justicia, Wonder Woman salva a una joven rubia de un árbol. Cuando Wonder Woman le devuelve la niña a su madre, la madre llama a la chica "Cassie". Esto es una referencia obvia a Wonder Girl de los cómics.

- Wonder Girl aparece en la Young Justice: Invasion episodio "Feliz Año Nuevo" con la voz de Mae Whitman.[62] Ella se presentó como miembro del Escuadrón Beta del Equipo junto a Batgirl donde aparecen por primera vez para luchar contra Lobo que estaba apuntando al secretario general de la ONU Tseng (que en realidad era un extraterrestre disfrazado). En "Enajenado" Wonder Girl y Wonder Woman eran parte del Escuadrón Delta durante la misión para detener a los Kroloteanos en Malina Island. Ambos sacaron varios robots. Cuando se enteraron de que la base fue puesta a explotar, ella y el equipo se retiraron a la Bio-Nave. En "Por debajo" ella, Miss Martian, Bumblebee, y Batgirl liberaron a un grupo de secuestrados custodiados por Mammoth, Icicle Jr., Devastación, Shimmer y Psimon en Bialya. En "Antes del amanecer", Wonder Girl y el Escuadrón Alfa siguieron a un Avión Manta de Star City a la sede de los Reach para rescatar a sus compañeros capturados y otros secuestrados. La operación fue interrumpida por un ejecutor Reach, que Wonder Girl apodó como "Escarabajo Negro". Mientras él dominaba y fácilmente derrotaba al equipo uno por uno, Cassie contactó con los otros héroes en busca de ayuda. Escarabajo Negro la inmovilizó contra la puerta, y sin piedad la estrelló contra varias veces hasta derrotarla. Escarabajo Azul, Chico Bestia y Impulso llegaron. Mientras Escarabajo Azul mantuvo a raya el Escarabajo Negro, Impluso y Chico Bestia ayudaron al equipo a bordo de la Bio-Nave y escaparon. Wonder Girl y Tim Drake se convirtieron en pareja poco después de que concluyó la invasión de los Reach. La muerte de Wally West fue el catalizador para darle a Wonder Girl el coraje de darle un beso. En la tercera temporada, intenta arreglar las cosas con Tim Drake después de que él deja el equipo y se convierte en miembro de Batman Inc. Más adelante en la temporada, ella ayuda a fundar los Outsiders (junto con Beast Boy, Blue Beetle, Static, Geo-Force y Bart Allen). En la cuarta temporada, Phantoms, asume un papel de liderazgo después de que el líder de los Outsiders, Beast Boy cae en depresión tras la supuesta muerte de Superboy.

### Película
- Cassie Sandsmark hace un cameo en la película animada de DC, Justice League: Throne of Atlantis. Se la muestra cenando detrás de la mesa de Superman y Wonder Woman. Cuando Cyborg y Shazam vienen a buscarlos a través del tubo de aguilón, Cassie se levanta y exclama: "¡Te amo, Shazam!". Aparentemente lleva una camiseta de Shazam.
- La versión de Young Justice de Cassie Sandsmark, junto con Artemisa, Zatanna y Miss Martian, hace un cameo como espectadores en casa en Scooby-Doo! WrestleMania Mystery.[63][64]
- Cassie Sandsmark / Wonder Girl aparece en Batman and Superman: Battle of the Super Sons, con la voz de Myrna Velasco.

### Videojuegos
- Cassandra Sandsmark/Wonder Girl aparece en DC Universe Online, con la voz de Mindy Raymond. En la campaña del héroe, Circe le da a Giganta los poderes de Wonder Girl y los héroes deben salvarla y derrotar a Giganta.
- Cassandra Sandsmark/Wonder Girl aparece en Young Justice: Legacy, con la voz de Mae Whitman. Ella tiene cuatro trajes disponibles, el traje estándar de Justicia Joven, una versión del cómic con vaqueros y un top rojo, el traje de Wonder Woman y su nueva variante de 52.
- Cassie Sandsmark/Wonder Girl aparece en Lego Batman 3: Beyond Gotham, con la voz de Kari Wahlgren.
- Cassie Sandsmark/Wonder Girl hace un cameo en el final de Cyborg en Injustice 2. Esta versión es una miembro de los Jóvenes Titanes que fue asesinada años antes.
- Cassie Sandsmark/Wonder Girl aparece como un personaje jugable en DC Legends.[65]
- Cassie Sandsmark/Wonder Girl aparece como un personaje jugable en Lego DC Super-Villains.

## Conferencia por internet
- Cassie Sandsmark / Wonder Girl fue un personaje regular en la transmisión de serie de Pendant Production "Wonder Woman: Champion of Themyscira".